# Моноетнічна держава
Моноетнічна або однонаціональна держава — держава, в основі якої етнічна територія одного етносу за незначної частки національних меншин і малих корінних народів. За визначенням міжнародної організації Freedom House кількість представників одного етносу в моноетнічній державі повинна становити не менше двох третіх.
Прикладами моноетнічних держав можуть слугувати Японія, Вірменія, Албанія, Південна Корея, Північна Корея, Україна тощо. Фактично моноетнічною є найбільша країна світу — КНР, де титульна нація ханьці становлять понад 90 % населення. Моноетнічними державами були більшість європейських країн у другій половині XX століття: Німеччина (як ФРН та і НДР), Франція, Італія, Данія, Португалія, Польща, Угорщина, Швеція тощо. Однак, зважаючи на зростання чисельності іммігрантів, ці країни на початку XXI століття, поступово втрачають свій національний характер. 
Мононаціональні держави бувають декількох типів, причому деякі з них можуть як вважатися, так і не вважатися мононаціональними. Супротивники самого поняття національної держави іноді спекулюють на тому факті, що в більшості країн світу можна знайти представників десятків, а то й сотень національностей. Утім, наявність груп з кількох десятків чи навіть сотень осіб якоїсь екзотичної національності, які не справляють практично жодного впливу на країну загалом, навряд чи дає змогу говорити про її багатонаціональність.
У класичних мононаціональних державах національні меншини становлять не більше кількох відсотків населення і зазвичай проживають або серед титульної нації, або ж невеликими анклавами. Прикладами таких держав слугують Корея та Японія, у Європі такою вважається Польща, а в недалекому минулому — Німеччина, Франція, Італія та скандинавські країни.
Переважно мононаціональні держави — ті, у яких, незважаючи на досить великі меншини, частка державоформуючого етносу в абсолютній кількості населення становить понад 65% — Білорусь, Молдова, Румунія, Словаччина, Туреччина,  Фінляндія та ін. Національні меншини, як правило, не мають суттєвого впливу на загально державні справи, а їх розселення має переважно малокомпактний та дисперсно-змішаний характер. Прикладами переважно мононаціональних держав є більшість країн Європи і деякі держави Латинської Америки.